# História Geral do Chile
Publicada em dezesseis grandes volumes entre 1884 e 1902, a História Geral do Chile, do historiador Diego Barros Arana, é considerada a obra máxima historiográfica chilena do século XIX.
Compreende desde o período pré-colombiano até 1833. A obra é constituída com base em documentos de arquivos privados e públicos que Barros Arana conheceu e colecionou ao longo das décadas, até iniciar a redação da História Geral em 1881.
Sua história é conduzida pelos acontecimentos políticos, mas também realiza análises e descrições de temas sociais, econômicos e culturais.